# Serrat Roi (Castilló de Tor)
El Serrat Roi és un serrat de l'antic terme de Llesp, actualment del Pont de Suert (Alta Ribagorça). Es troba just al nord del poble de Castilló de Tor.